# S42-es személyvonat
Az S42-es személyvonat egy elővárosi vonat Budapest-Déli pályaudvar és Dunaújváros között. Hétköznap a csúcsidőben a Z42-es vonatok közlekednek (amelyek csak a legfontosabb állomásokon állnak meg), hétvégén 1-2 óránként közlekednek. Egy hajnali vonat csak Pusztaszabolcs és Dunaújváros között közlekedik. Vonatszámuk négyjegyű, 42-vel kezdődik. A járatokon kizárólag Stadler FLIRT vonatok járnak.

## Története
2013-ban elkezdték bevezetni a viszonylatjelzéseket a budapesti vasútvonalakon. Az augusztusi próbaüzemet követően december 15-től a Déli pályaudvarra érkező összes vonat S-, G- vagy Z- előtagot (Személy, Gyors, Zónázó) és kétjegyű számból álló utótagot kapott. Ekkor lett a 40a és a 42-es vasútvonalon közlekedő, addig elnevezés nélküli személyvonat S42-es jelzésű.
2018. február 15-étől 2019. március 31-ig Kelenföld és Érd felső szakaszon pályafelújítás miatt a vonatok módosított menetrend szerint közlekedtek. A vonatok Érd alsó – Tárnok – Érd felső útvonalon közlekedtek mind a két irányban, tárnoki irányváltással. 2019. április 1-jétől egy vágányon újraindult a közlekedés.
A 2021–2022. évi menetrendváltással munkanapokon az új Z42-es vonatok idejében ezek a vonatok nem közlekednek, helyettük az S40-es vonatok közlekednek. Hétvégén pedig a megszokott módon járnak, mivel akkor nem járnak a Z42-esek.
2023–2024-es menetrendváltástól Kulcs megállóhelyen a vonatok csak feltételesen állnak meg.

## Útvonala
| 0  | Budapest-Déli végállomás            | 94 | 17, 56, 56A, 59, 59A, 59B, 61 21, 21A, 39, 102, 139, 140, 140A, 221 770 S10 , S12 , S30 , G30 , Z30 , S34 , S35 , S40 , Z40 , Z42 , IC, InterRégió, személyvonat, sebesvonat, gyorsvonat, expresszvonat, |
| 8  | Budapest-Kelenföld                  | 87 | 1, 19, 49 8E, 40, 40B, 40E, 53, 58, 87, 87A, 88, 88A, 101B, 101E, 108E, 141, 150, 150B, 153, 154, 172, 173, 187, 188, 188E, 250, 250B, 251, 251A, 251E, 272 689, 691, 710, 712, 715, 720, 722, 724, 725, 727, 731, 732, 734, 735, 736, 760, 762, 763, 764, 767, 770, 774, 775, 778, 779, 798, 799 S10 , G10 , S12 , S30 , G30 , Z30 , S34 , S35 , S36 , S40 , G40 , Z40 , Z42 , G43 , G44 , IC, EC, EN, InterRégió, személyvonat, sebesvonat, gyorsvonat, expresszvonat, |
| 13 | Budafok                             | 77 | 33, 58, 114, 133E, 141, 158, 213, 214, 241, 241A, 250, 250B, 251, 251A 47, 56 S30 , S34 , S35 , S36 , S40 , G43 , G44 |
| 15 | Háros                               | 75 | 33, 114, 133E, 213, 214 S40 |
| 17 | Budatétény                          | 73 | 13, 13A, 88, 101E, 113, 113A, 138, 150, 287 700 S40 , G43 , G44 |
| 19 | Barosstelep                         | 71 | 13, 13A, 88, 113, 113A S40 , G43 , G44 |
| 21 | Nagytétény-Diósd                    | 69 | 13, 33, 113, 113A S40 |
| 24 | Érdliget                            | 66 | S40 , G43 , G44 |
| 27 | Érd felső                           | 64 | 700, 705, 710, 712, 715, 720, 722, 731, 733, 734, 735, 736, 738, 741, 742, 744, 745, 746, 755 1120, 1134 S40 , G40 , Z42 , G43 , G44 |
| 31 | Érd                                 | 60 | S40 , Z40 |
| 36 | Százhalombatta                      | 55 | 705, 708, 709, 710, 712, 715, 756 1120, 1134 S40 , G40 , Z40 , Z42 |
| 40 | Dunai Finomító                      | 50 | 704, 705 1120 S40 |
| 45 | Ercsi                               | 46 | 704 S40 |
| 53 | Iváncsa                             | 38 | 8236 S40 |
| 65 | Pusztaszabolcs végállomás hajnalban | 33 | 718, 750, 8234 S40 , G40 , Z40 , Z42 , S440 |
| 72 | Adony                               | 18 | Z42 |
| 77 | Kulcs                               | 12 | 8236, 8238, 8240 1120 Z42 |
| 82 | Rácalmás                            | 8  | Z42 |
| 91 | Dunaújváros végállomás              | 0  | 5, 18 8220, 8221, 8226, 8227 Z42 , S431 , S432 |